# Voleibol do Sport Club Corinthians Paulista
A seção de voleibol do Sport Club Corinthians Paulista foi criada em 2017 em parceria com a prefeitura de Guarulhos. A parceria foi encerrada em 2019.

## História
Em seu primeiro ano de atividade, conquistou a Taça Ouro de Voleibol Masculino de 2017, obteve o vice-campeonato paulista e ficou em 6º lugar na Superliga de 2017–18 - Série A.

## Títulos
| NACIONAIS | NACIONAIS  | NACIONAIS | NACIONAIS  |
|           | Competição | Títulos   | Temporadas |
| --------- | ---------- | --------- | ---------- |
|           | Taça Ouro  | 1         | 2017       |

## Campanhas de destaque
| NACIONAIS | NACIONAIS                               | NACIONAIS        | NACIONAIS  |
|           | Competição                              | Colocação        | Temporadas |
| --------- | --------------------------------------- | ---------------- | ---------- |
|           | Superliga Brasileira de Volei - Série A | 6º lugar         | 2017-18    |
|           | Copa Brasil                             | Quartas-de-Final | 2018       |
| ESTADUAIS |                                         |                  |            |
|           | Competição                              | Colocação        | Temporadas |
|           | Campeonato Paulista                     | 2º lugar         | 2017       |

## Jogadores notáveis
- Serginho
- Sidão
- Marcelinho[5]